# Enemy (pel·lícula de 2013)
Enemy és una pel·lícula de thriller psicològic surrealista del 2013 dirigida per Denis Villeneuve i produïda per M. A. Faura i Niv Fichman. Escrit per Javier Gullón, va ser una adaptació lliure de la novel·la de José Saramago de 2002 L'home duplicat. La pel·lícula és protagonitzada per Jake Gyllenhaal en un paper doble com dos homes que són físicament idèntics, però de personalitat diferent. Mélanie Laurent, Sarah Gadon i Isabella Rossellini coprotagonistes. És una coproducció internacional d'empreses d'Espanya, França i el Canadà.
Enemy es va estrenar a la secció de presentació especial del Festival Internacional de Cinema de Toronto el 8 de setembre de 2013. Després de la seva estrena àmplia per A24 el 14 de març de 2014, la pel·lícula va guanyar 3,4 milions de dòlars a taquilla i va rebre crítiques positives. Enemy va obtenir deu nominacions als 2n Canadian Screen Awards, guanyant-ne cinc, inclòs el Millor Director per Villeneuve, i el Canadian Screen Award a la millor actriu secundària per Gadon. Va ser nomenada millor pel·lícula canadenca de l'any als premis Toronto Film Critics Association Awards 2014.

## Argument
Un home assisteix a un espectacle eròtic en un club clandestí, que culmina amb una dona nua a punt d'aixafar una taràntula en viu sota la seva plataforma de taló.
Adam Bell, un professor d'història universitari, viu una vida tranquil·la i monòtona a Toronto. Lloga una pel·lícula, Where There's a Will There's a Way, per recomanació d'un col·lega, i veu un actor que s'assembla molt a ell, breument, a la pel·lícula com a grum. Buscant en línia, Adam identifica l'actor com Anthony Claire, el nom artístic del qual és Daniel Saint Claire. Adam lloga les altres dues pel·lícules en què ha aparegut Anthony i s'obsessiona amb l'home, que sembla ser el seu bessó físic. Immediatament després, Adam busca unes caixes a casa seva i troba una foto d'algú que s'assembla a ell, amb la mà d'una dona sobre l'espatlla. No obstant això, part de la foto està arrencada, cosa que fa que la dona sigui impossible d'identificar.
Adam persegueix l'Anthony, visitant la seva agència de talent, on el confonen amb Anthony i se'l reben una carta confidencial. Descobrint l'apartament d'Anthony a Mississauga, Adam truca a casa, però arriba a la dona embarassada d'Anthony, Helen. També confon la veu d'Adam amb la d'Anthony i suposa que és una broma, però Adam insisteix que no és Anthony. Això espanta l'Helena, i Adam acaba bruscament la trucada.
Adam torna a trucar més tard i arriba a Anthony, que suposa que Adam és un assetjador i li diu que no torni a trucar. Helen s'enfronta a Anthony sobre la trucada telefònica i l'existència d'Adam, però Anthony insisteix que no sap res. No convençuda, Helen busca Adam, descobreix la universitat on ensenya i el troba. Helen està visiblement sorpresa per la seva semblança exacta amb el seu marit, tot i que Adam no s'adona qui és Helen.
L'Anthony finalment truca a l'Adam, i accepten reunir-se en una habitació d'hotel, on descobreixen que són perfectament idèntics, fins i tot amb la mateixa cicatriu. Adam és recuperat per la personalitat directa d'Anthony, diu que la reunió va ser un error i se'n va ràpidament. Els dos homes comencen a tenir somnis similars, o potser el mateix somni, amb primer una dona nua amb cap d'aranya, i més tard una aranya gegant de la mida d'un gratacels caminant entre els edificis de la ciutat on viuen.
L'endemà, Anthony ara persegueix l'Adam. Veu la xicota d'Adam, Mary, a qui troba atractiva. Anthony planeja acusar Adam d'haver dormit amb la seva dona, i avergonyir i manipular Adam perquè el deixi dormir amb Mary per "revenjar-se". Demana la roba d'Adam i les claus del cotxe per a una nit, després de la qual promet desaparèixer per sempre. Adam compleix. Anthony es fa passar per ell i porta Mary a l'hotel.
Mentrestant, Adam va a l'apartament d'Anthony com a represàlia i se li deixa entrar. El conserge de l'edifici demana desesperadament a 'Anthony' que el porti de nou al club sexual clandestí. A l'interior de l'apartament, Adam troba una foto emmarcada en un prestatge que sembla la que havia trobat abans a casa seva, però ara la foto està intacta i es revela que la dona és Helen. Adam intenta fer d'Anthony davant l'Helen, però sembla que reconeix el seu comportament més agradable. Ella fingeix no adonar-se i s'abraça amb ell. Més tard aquella nit, però, Helen es desperta i troba Adam plorant i demanant perdó; ella li diu que el prefereix i li demana que es quedi, després té relacions sexuals amb ell.
De tornada a l'hotel, Mary entra en pànic durant el sexe quan nota la marca de l'anell de casament d'Anthony i li pregunta qui és realment. Anthony afirma que sempre ha tingut la marca. Obliga l'Anthony a conduir-la a casa; els dos s'enfronten al cotxe i xoquen a alta velocitat, presumiblement es maten ambdós.
L'endemà, Adam es vesteix amb les robes d’Anthony i finalment obre la carta confidencial rebuda abans. Troba la clau del club sexual clandestí, donat només a membres seleccionats. Ell decideix anar-hi, i li diua Helen que se'n va, però no sent cap resposta. Quan entra al dormitori, veu, en lloc de l'Helen, una taràntula de la mida d'una habitació acoblada contra la paret del darrere. Adam, amb una mirada resignada, sospira.

## Repartiment
- Jake Gyllenhaal com Adam Bell i Anthony Claire
- Mélanie Laurent com a Mary
- Sarah Gadon com a Helen Claire
- Isabella Rossellini com a mare
- Kedar Brown com a guàrdia de seguretat
- Darryl Dinn com a dependent de la botiga de vídeos
- Joshua Peace com a Carl, el col·lega d'Adam
- Tim Post com a conserge d'Anthony
- Misha Highstead, Megan Mane, Alexis Uiga com les Dames a la cambra fosca
- Jane Moffat com a Eve (sense acreditar)
- Stephen R. Hart com a Bouncer (sense acreditar)

## Producció
La fotografia principal va començar el 22 de maig de 2012 a Toronto.

## Anàlisi
Una ressenya a IndieWire va comparar la pel·lícula amb el Memento de Christopher Nolan, i la va anomenar un " thriller psicològic kafkià fascinant i provocador" que "no es revela fàcilment".
Tant el director Villeneuve com l'actor protagonista Gyllenhaal van parlar del seu desig de fer de la pel·lícula una exploració desafiant del subconscient. A Villeneuve, Enemy" tracta, en última instància, de la repetició: la qüestió de com viure i aprendre sense repetir els mateixos errors.

Pel que fa als dos personatges físicament idèntics, Villeneuve insinua: 
| « | "No saps si són dos en realitat, o potser des d'un punt de vista subconscient, només n'hi ha un. Potser són dues cares de la mateixa persona... o un esdeveniment fantàstic on veus un altre [mateix]." | » |

Gyllenhaal diu que "Enemy" tracta "d'un home que està casat, la seva dona està embarassada i té una aventura. S'ha d'entendre abans de poder comprometre's amb la vida com a adult".

Forrest Wickman de Slate assenyala que la línia inicial de la pel·lícula, "El caos és ordre però sense desxifrar", és de la novel·la de José Saramago L'home duplicat, sobre la qual es basa la pel·lícula. Wickman suggereix que Enemy és "una paràbola sobre com és viure sota un estat totalitari sense saber-ho", i afegeix que la ironia central és que tot i que el personatge principal és un expert en els camins dels governs totalitaris, no veu la xarxa que s'ha apoderat de la ciutat fins que ja hi queda atrapat. Per a Wickman, Enemy suggereix que aquesta tendència a crear règims totalitaris forma part de la naturalesa humana, que ve de dins nostre, citant Villeneuve: 
| « | "De vegades tens compulsions que no pots controlar que venen del subconscient... són el dictador dins de nosaltres mateixos." | » |

## Recepció

### Taquilla
Enemy es va estrenar en una sola sala a Amèrica del Nord i va recaptar 16.161 dòlars. Ampliant-se més tard, l'estrena més àmplia de la pel·lícula va ser de 120 sales. Va acabar guanyant 1.008.726 dòlars nacionals i 2.388.721 dòlars internacionals amb un total de 3.397.447 dòlars.

### Resposta crítica
Enemy va rebre crítiques generalment positives de la crítica, amb molts crítics que van comparar l'estil i l'atmosfera de la pel·lícula amb les obres de David Lynch. Té una puntuació d'aprovació del 72% a Rotten Tomatoes, basada en 121 ressenyes, i una mitjana de valoració de 6,6/10. El consens del lloc afirma: "Gràcies a una bona actuació de Jake Gyllenhaal i a la direcció intel·ligent de Denis Villeneuve, Enemy aconsegueix la nota com un thriller tens i inusualment aventurer." La pel·lícula també té una puntuació de 61 sobre 100 a Metacritic, basada en 30 ressenyes, que indica "crítiques generalment favorables". El públic enquestat per CinemaScore va donar a la pel·lícula un nota mitjana de "B" en una escala d'A+ a F.
El crític de cinema A. O. Scott, de The New York Times, va escriure: "En qualsevol cas, gran part de la diversió d'"Enemy", que està ben construïda i rodada amb experiència, rau en el les actuacions lúdiques i subtils del Sr. Gyllenhaal... El seu estil és atractiu i esgarrifós, un estudi en tons suaus i tons groguencs, amb sacsejades d'ansietat proporcionades per música forta i espantosa." David Ehrlich de Film.com també va elogiar Enemy per tenir "el final més espantós de qualsevol pel·lícula mai feta".

### Premis i nominacions
Enemy va obtenir deu nominacions als 2ns Canadian Screen Awards, guanyant-ne cinc, inclòs el Millor Director per Villeneuve, i el Canadian Screen Award a la millor actriu secundària per a Gadon. També va participar al XLVI Festival Internacional de Cinema Fantàstic de Catalunya, on va obtenir el Premi Méliès d'argent al millor llargmetratge (Fantastic).